# Artiom Zdunov
Artiom Alexeievici Zdunov (în rusă: Артём Алексеевич Здунов; n. 18 mai 1978, Kazan, RSFS Rusă, URSS) este un om de stat și politician rus, care este în prezent șef al Republicii Mordovia din 18 noiembrie 2020.

## Biografie
Artiom Zdunov s-a născut la Kazan la 18 mai 1978, este de etnie erzian.
Din 1996 până în 1998, a fost vicepreședinte al comitetului sindical al studenților Institutului de Stat de Finanțe și Economie din Kazan (în rusă Казанский государственный финансово-экономический институт, prescurtat KGFEI).
În 2000, a absolvit KGFEI și, în 2004, școala postuniversitară la același institut. Este doctor în economie din 2005.
Din iunie 2000 până în martie 2001, a fost specialist în asigurări  și auditor intern al Companiei de Asigurări Industriale (în rusă Промышленная страховая компания).
Din aprilie 2004 până în iulie 2006 a predat la Departamentul de Macroeconomie și Teorie Economică al KGFEI.
Din iulie 2006 până în mai 2010, a fost director adjunct pentru știință al centrului instituției de stat pentru cercetare economică avansată a Academiei de Științe al Republicii Tatarstan.
Din mai 2010, Artiom Zdunov a fost ministru adjunct al economiei al Republicii Tatarstan.
În perioada 14 octombrie 2014 - 6 februarie 2018, Artiom Zdunov a fost Ministrul Economiei al Republicii Tatarstan.
La 6 februarie 2018, șeful interimar al Daghestanului, Vladimir Vasiliev, a înaintat parlamentului candidatura lui Artiom Sdunov pentru funcția de șef al guvernului republicii. Pe 7 februarie 2018, Parlamentul Daghestanului i-a aprobat candidatura.
La 18 noiembrie 2020, Zdunov a fost numit șef interimar al Republicii Mordovia.

## Familie
Artiom Zdunov este erzian după etnie. Este căsătorit cu o femeie tătară și are un fiu și o fiică.

## Venituri și proprietăți
Suma veniturilor declarate în 2019 s-a ridicat la 7 milioane 835 mii ruble. Soția sa a declarat un venit de 578 de mii de ruble.